# Achille Piccini
Achille Piccini (24. říjen 1911 Carrara, Italské království – 14. únor 1995 Carrara, Itálie) byl italský fotbalový záložník i trenér.
Za reprezentaci odehrál pět utkání z toho čtyři na OH 1936, kde získal zlatou medaili.

## Hráčská statistika
| Sezóna           | Klub             | Liga             | Liga   | Liga | Ligové poháry | Ligové poháry | Ligové poháry | Kontinentální poháry | Kontinentální poháry | Kontinentální poháry | Celkem | Celkem |
| Sezóna           | Klub             | Soutěž           | Zápasy | Góly | Soutěž        | Zápasy        | Góly          | Soutěž               | Zápasy               | Góly                 | Zápasy | Góly   |
| ---------------- | ---------------- | ---------------- | ------ | ---- | ------------- | ------------- | ------------- | -------------------- | -------------------- | -------------------- | ------ | ------ |
| 1934/35          | Fiorentina       | Serie A          | 1      | 0    | IP            | ?             | ?             | Stř.P                | 1                    | 0                    | 2+     | 0      |
| 1935/36          | Fiorentina       | Serie A          | 2      | 0    | IP            | 3             | 0             | -                    | 0                    | 0                    | 5      | 0      |
| 1936/37          | Fiorentina       | Serie A          | 24     | 1    | IP            | ?             | ?             | -                    | 0                    | 0                    | 24+    | 1+     |
| 1937/38          | Fiorentina       | Serie A          | 21     | 0    | IP            | 2             | 0             | -                    | 0                    | 0                    | 23     | 0      |
| 1938/39          | Neapol           | Serie A          | 24     | 1    | IP            | 1             | 0             | -                    | 0                    | 0                    | 25     | 1      |
| 1940/41          | Bari             | Serie A          | 11     | 0    | IP            | ?             | ?             | -                    | 0                    | 0                    | 11+    | 0+     |
| 1945/46          | Anconitana       | 1. divize        | 11     | 1    | -             | 0             | 0             | -                    | 0                    | 0                    | 11     | 1      |
| Celkem v Serii A | Celkem v Serii A | Celkem v Serii A | 94     | 3    | -             | 6+            | 0+            | -                    | 1                    | 0                    | 101+   | 3+     |

## Hráčské úspěchy

### Reprezentační
- 1× na OH (1936 – zlato)